# Imitanciometria

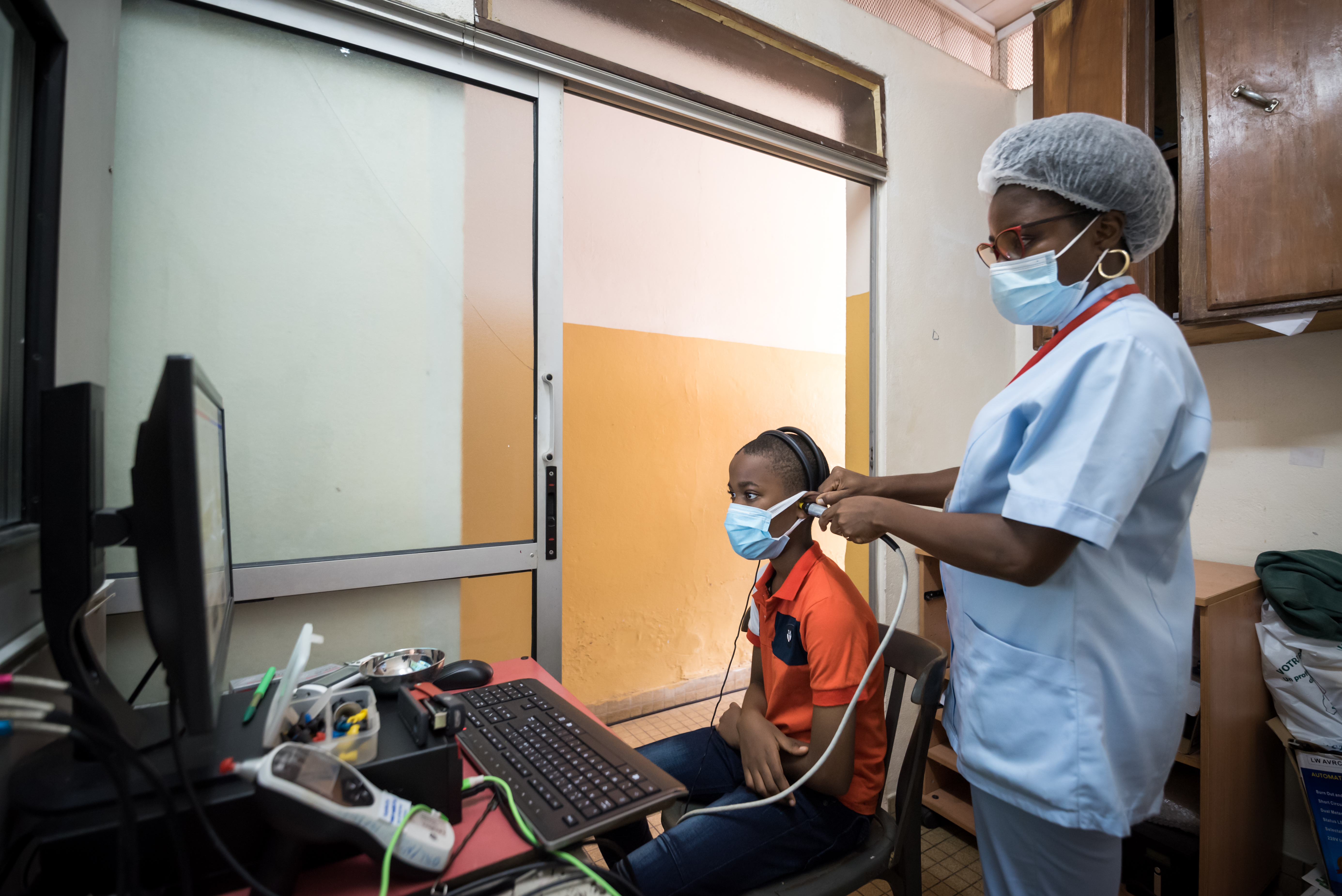

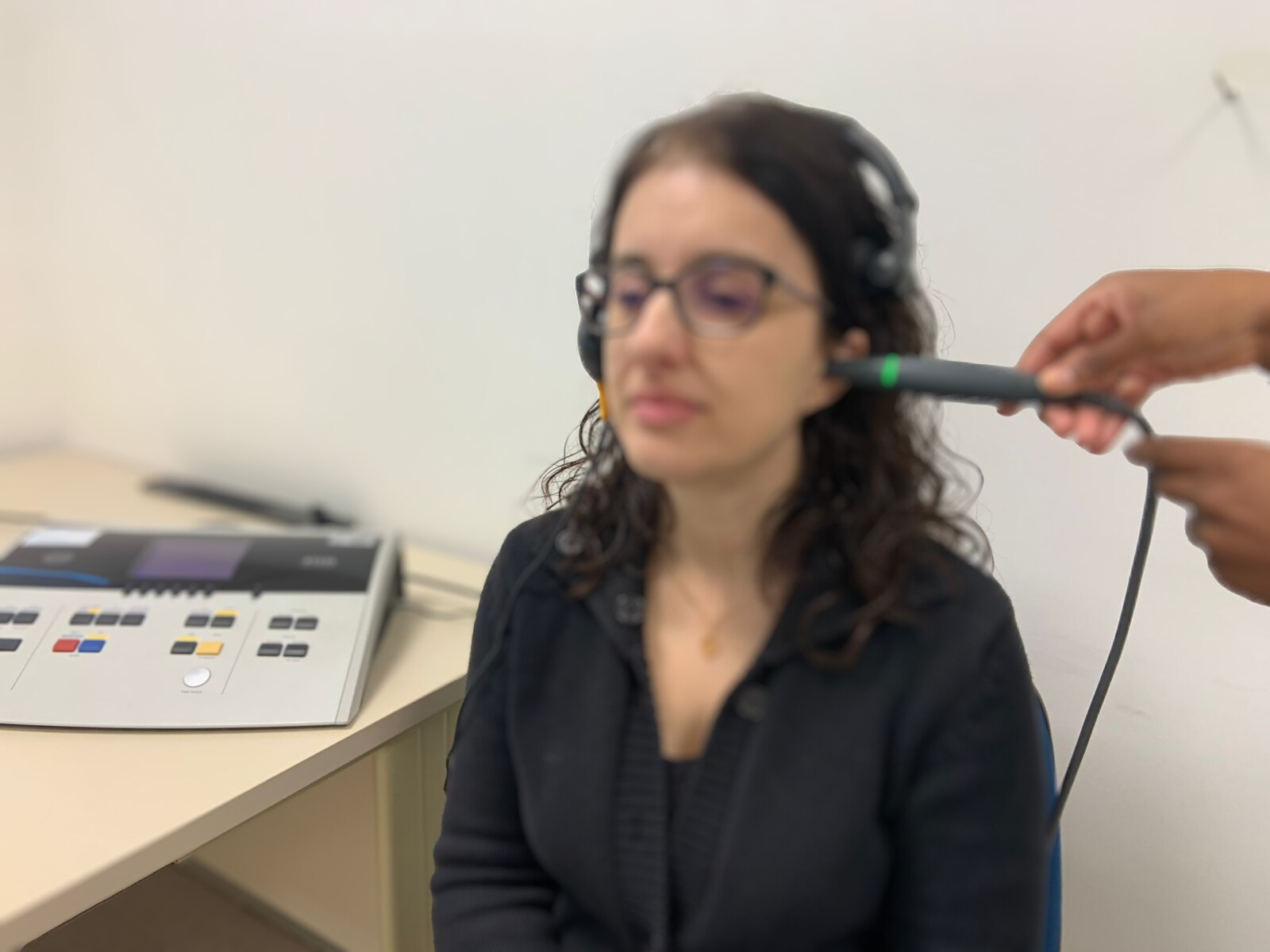
Imitanciometria sendo realizada em paciente.

A imitanciometria, exame auditivo também conhecido como medida de imitância acústica, é um teste que avalia a mobilidade do sistema tímpano-ossicular e a via auditiva do reflexo acústico. Além disso, fornece dados essenciais sobre a integridade da orelha média, sendo um procedimento fundamental no diagnóstico diferencial de diversas condições auditivas.
A imitanciometria é capaz de detectar alterações na orelha média, pois o exame envolve a aplicação de uma pressão controlada no conduto auditivo por meio de uma sonda. Durante o procedimento, é aplicado uma pressão extrema no conduto auditivo externo por meio de uma sonda, enquanto o conduto é ocluído por uma oliva para evitar a escape de pressão. Isso aumenta a rigidez da orelha média e, consequentemente, sua impedância à passagem do som. A medida da pressão e do volume da orelha média durante o procedimento permite a obtenção de uma curva timpanométrica, que varia de acordo com as características da orelha média.

## Sistema tímpano-ossicular
O sistema tímpano-ossicular é crucial para a audição, transmitindo eficientemente o som do ambiente para o ouvido interno. É composto pelos ossículos martelo, bigorna e estribo, localizados na orelha média, formando uma cadeia de transmissão da membrana timpânica à janela oval do ouvido interno.
Esses ossículos amplificam as vibrações sonoras e as transmitem para o líquido coclear no ouvido interno. A mobilidade adequada do sistema tímpano-ossicular é essencial para a condução do som. Alterações ou disfunções nesse sistema podem afetar a audição, como otite média, otosclerose e perfuração da membrana timpânica.
A imitanciometria é um exame que avalia a mobilidade do sistema tímpano-ossicular. Ele fornece informações sobre a complacência da membrana timpânica e a resposta dos ossículos a estímulos sonoros. Com base nos resultados desse exame, é possível identificar alterações na orelha média e auxiliar no diagnóstico e tratamento adequados.

## Princípios fundamentais da imitanciometria
A imitanciometria é um exame que se baseia em princípios físicos fundamentais relacionados à reflexão da energia sonora, à medida da complacência do sistema auditivo e à relação entre impedância acústica e o funcionamento do ouvido médio.
Quando uma onda sonora atinge a membrana timpânica, parte dela é transmitida para o ouvido interno, enquanto outra parte é refletida de volta para o ambiente externo. Essa reflexão ocorre devido às diferenças de impedância acústica entre o ar e os tecidos do ouvido médio.
A complacência do sistema auditivo refere-se à sua capacidade de responder a mudanças de pressão sonora. Durante o exame de imitanciometria, uma sonda é inserida no conduto auditivo externo para aplicar uma pressão controlada. A resposta do sistema auditivo a essa pressão é medida e registrada em forma de curva timpanométrica, que representa as variações na complacência do sistema em diferentes pressões.
A impedância acústica é a medida da resistência oferecida por um sistema à passagem da energia sonora. No caso do ouvido médio, a impedância é influenciada pela mobilidade da membrana timpânica e dos ossículos, bem como pela presença de líquido ou obstruções na orelha média. Durante a imitanciometria, a impedância acústica é avaliada através da medida da admitância acústica, que é a recíproca da impedância. A admitância é representada na forma de uma curva timpanométrica, que mostra as variações na mobilidade da membrana timpânica em diferentes pressões.

## Parâmetros avaliados
O exame avalia a complacência (flacidez ou rigidez) da membrana timpânica e analisa os reflexos do tímpano e dos ossículos da orelha média. O exame é dividido em três etapas principais: timpanometria, complacência e pesquisa do reflexo estapédico.
- Timpanometria: Nesta etapa, a pressão no conduto auditivo é variada, gerando uma curva que representa a complacência da membrana timpânica. A curva pode ser classificada em tipos, como tipo A (normal), tipo B (apresentando rigidez excessiva), tipo C (indicativo de disfunção tubária) e tipo Ad (curva assimétrica).[5]
- Complacência: Esta etapa avalia a mobilidade da membrana timpânica em resposta a variações de pressão. A medida da complacência permite determinar se a membrana timpânica está hipercomplacente (flácida) ou hipocomplacente (rígida), fornecendo informações importantes sobre a função da orelha média.
- Pesquisa do reflexo estapédico: Essa etapa verifica a presença ou ausência do reflexo estapédico, um reflexo involuntário dos músculos do estribo em resposta a estímulos sonoros intensos. A pesquisa do reflexo estapédico ajuda a avaliar a integridade do arco reflexo auditivo e a identificar possíveis disfunções neurossensoriais.[6]

### Interpretação da curva timpanométrica e complacência
Os resultados da timpanometria fornecem informações específicas sobre o volume e a pressão das curvas obtidas.
- Tipo A: Essa curva indica uma mobilidade normal do sistema tímpano-ossicular. A presença do pico de máxima admitância dentro dos limites de pressão normal sugere uma função adequada da orelha média.
- Tipo As/Ar: Nesse tipo de curva, a amplitude está reduzida, o que indica uma baixa mobilidade do sistema tímpano-ossicular. Essa curva pode ser encontrada em condições em que há um aumento na rigidez do sistema, como no caso da otosclerose, uma condição em que há um crescimento anormal do tecido ósseo no ouvido médio.
- Tipo Ad: Essa curva apresenta uma amplitude aumentada, o que indica uma hipermobilidade do sistema tímpano-ossicular. Segundo alguns autores, essa curva é compatível com a disjunção da cadeia ossicular, uma condição em que há uma separação ou desarticulação dos ossículos da orelha média.
- Tipo C: Caracterizada por um pico de máxima admitância deslocado para pressão negativa, essa curva é compatível com a disfunção tubária. A disfunção tubária refere-se a problemas na equalização da pressão do ouvido médio com o ambiente, comumente associada a condições como infecções respiratórias, alergias ou obstruções nas tubas auditivas.
- Tipo B: Essa curva é plana, indicando a ausência de um pico de máxima admitância. Isso sugere uma falta de mobilidade do sistema tímpano-ossicular. O tipo B é frequentemente observado em casos de presença de líquido no espaço da orelha média, como otites médias agudas ou crônicas, ou em casos de perfurações na membrana timpânica.
- Tipo D: Essa curva exibe dois picos de máxima admitância. A presença desse padrão pode indicar a presença de múltiplos pontos de ressonância na orelha média ou anormalidades na função da trompa de Eustáquio.

### Pesquisa de reflexo estapédico
Os reflexos estapedianos são respostas reflexas involuntárias do músculo estapédio, localizado no ouvido médio, em resposta a estímulos sonoros intensos, e são divididos em duas categorias: contralateral e ipsilateral.
O reflexo estapediano contralateral ocorre quando um som é apresentado no ouvido contralateral (não afetado) do paciente, enquanto a atividade do músculo estapédio é monitorada no ouvido ipsilateral (afetado). Se o reflexo estapediano contralateral estiver presente, significa que o músculo estapédio contralateral contraiu em resposta ao som apresentado. Essa contração muscular é um mecanismo de proteção que ajuda a reduzir a intensidade dos sons transmitidos ao ouvido interno, especialmente em ambientes ruidosos.
Por outro lado, o reflexo estapediano ipsilateral refere-se à avaliação da contração do músculo estapédio no mesmo ouvido em que o estímulo sonoro é apresentado. Nesse caso, o som é emitido no ouvido ipsilateral, e a resposta do músculo estapédio é monitorada no mesmo ouvido. A presença ou ausência desse reflexo ipsilateral fornece informações sobre a integridade do arco reflexo estapediano ipsilateral e a função do músculo estapédio nesse ouvido específico.

### Relação entre os resultados da curva timpanométrica e dos reflexos acusticos[9]
1. Tipo A: Nesse tipo de curva, que indica uma mobilidade normal do sistema tímpano-ossicular, espera-se que os reflexos estapedianos estejam presentes e com respostas adequadas.
2. Tipo As/Ar: Essa curva é caracterizada por uma amplitude reduzida, indicando baixa mobilidade do sistema tímpano-ossicular. Os reflexos estapedianos podem estar presentes, mas com respostas diminuídas em amplitude ou ausentes. Isso pode ser observado em condições como otosclerose, em que a rigidez aumentada do sistema pode afetar a função dos reflexos.
3. Tipo Ad: Nessa curva, a amplitude está aumentada, indicando hipermobilidade do sistema tímpano-ossicular. Geralmente, os reflexos estapedianos estão ausentes ou com respostas diminuídas. O tipo Ad pode ser compatível com a disjunção da cadeia ossicular, em que há uma separação ou desarticulação dos ossículos da orelha média.
4. Tipo C: Essa curva é caracterizada por um pico de máxima admitância deslocado para pressão negativa e é indicativa de disfunção tubária. Em relação aos reflexos estapedianos, eles podem estar ausentes ou com respostas diminuídas, sugerindo um comprometimento da função dos reflexos devido à disfunção tubária.
5. Tipo B: Essa curva é plana e indica ausência de mobilidade do sistema tímpano-ossicular. Os reflexos estapedianos estão geralmente ausentes nesse tipo de curva. O tipo B pode ser observado em casos de presença de líquido no espaço da orelha média, como otites médias agudas ou crônicas, ou em casos de perfurações na membrana timpânica.

É importante ressaltar que a presença ou ausência dos reflexos estapedianos em cada tipo de curva é apenas um aspecto a ser considerado na interpretação dos resultados da timpanometria. Outros fatores, como a pressão de pico, volume da orelha média e contexto clínico, também devem ser levados em conta para um diagnóstico adequado.

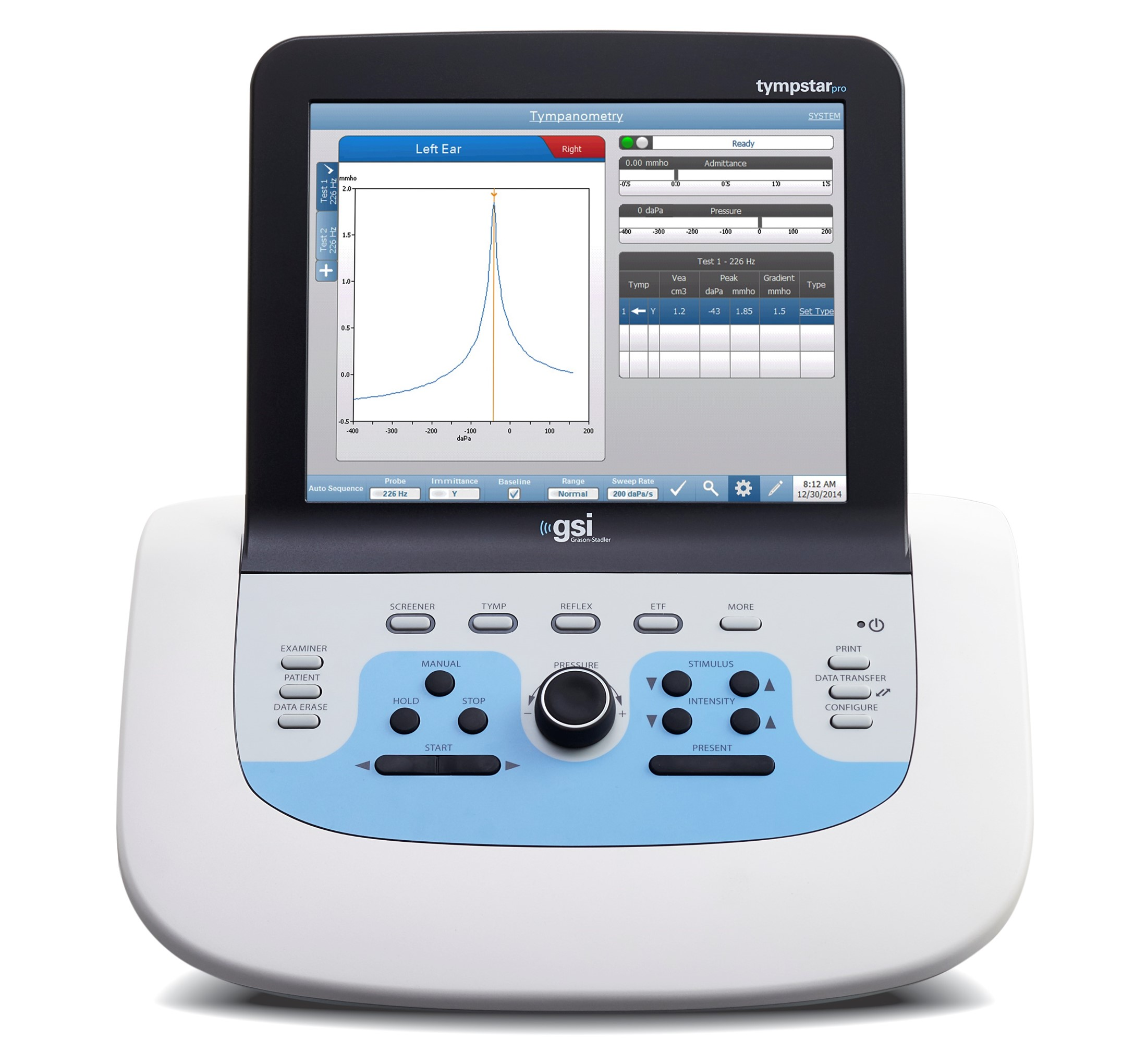
Imitânciometro

## Instrumentação
O principal instrumento utilizado é o imitanciômetro, que combina diferentes componentes essenciais para o exame.
O imitanciômetro é composto por um gerador de tom puro, uma sonda de inserção e um sistema de medição. O gerador de tom puro é responsável por gerar um sinal acústico de frequência específica, geralmente entre 226 Hz e 1000 Hz. Esse tom puro é usado para estimular o sistema auditivo durante o exame.
A sonda de inserção é uma pequena ponta acoplada ao imitanciômetro que é inserida no conduto auditivo externo do paciente. Ela contém um microfone para captar o som refletido e uma sonda de pressão para aplicar a pressão controlada durante o exame.
O sistema de medição registra as respostas do sistema auditivo à estimulação sonora e às mudanças de pressão. Ele registra e exibe os resultados em forma de gráficos e curvas, como a curva timpanométrica, permitindo a interpretação dos dados pelo profissional de saúde.

## Procedimento
Envolve uma sequência de etapas que são realizadas para obter as medidas de impedância acústica e avaliar a função do sistema auditivo.
1. Preparação do paciente: Antes de iniciar o exame, o fonoaudiólogo explica ao paciente o procedimento e esclarece quaisquer dúvidas. É importante garantir que o paciente esteja confortável e relaxado durante o exame.
2. Posicionamento da sonda de inserção: O profissional posiciona a sonda de inserção no conduto auditivo externo do paciente. A sonda é inserida com cuidado, garantindo que esteja devidamente posicionada para captar as respostas acústicas e aplicar a pressão controlada.
3. Aplicação do tom puro: O gerador de tom puro do imitanciômetro emite um sinal acústico de frequência específica, que é transmitido pela sonda de inserção. Esse tom puro estimula o sistema auditivo e permite a avaliação da sua resposta.
4. Medição da impedância acústica: Durante a emissão do tom puro, a sonda de inserção registra as respostas acústicas do sistema auditivo. Isso inclui a medição da pressão no canal auditivo e a captura das respostas do sistema tímpano-ossicular e dos reflexos estapedianos.
5. Interpretação dos resultados: Com base nas informações registradas pelo sistema de medição, o profissional analisa e interpreta os resultados. Isso envolve a avaliação das curvas timpanométricas, das medidas de impedância acústica e das respostas dos reflexos estapedianos. Essa interpretação é fundamental para realizar um diagnóstico diferencial e determinar o tratamento adequado.

É importante ressaltar que o procedimento é seguro, não invasivo e geralmente indolor.

### Profissional fonoaudiólogo
O profissional responsável pela realização do exame de imitanciometria é o fonoaudiólogo especializado em audiologia. Esse profissional possui conhecimentos específicos na área da audição e está capacitado para conduzir e interpretar os resultados desse importante exame.
A imitanciometria é um procedimento audiológico que requer habilidades técnicas e conhecimento aprofundado sobre a anatomia e fisiologia do sistema auditivo. O fonoaudiólogo é treinado para realizar o exame de forma precisa, seguindo os protocolos estabelecidos e utilizando os equipamentos adequados.
A importância do fonoaudiólogo na realização da imitanciometria está relacionada a diversos aspectos:
1. Competência técnica: O fonoaudiólogo possui conhecimento sobre as características acústicas do sistema tímpano-ossicular, assim como as condições normais e patológicas que podem afetar sua função. Isso permite uma avaliação precisa da mobilidade do sistema e a identificação de possíveis alterações.
2. Interpretação dos resultados: Além de realizar o exame, o fonoaudiólogo é responsável por interpretar os resultados obtidos. Essa interpretação requer o conhecimento das curvas timpanométricas, dos reflexos estapedianos e de outras informações fornecidas pelo exame. Com base nessa análise, o profissional pode fazer um diagnóstico diferencial e encaminhar o paciente para o tratamento adequado.
3. Aconselhamento e orientação: O fonoaudiólogo desempenha um papel fundamental ao fornecer informações ao paciente sobre os resultados do exame e suas possíveis implicações. Ele pode esclarecer dúvidas, oferecer suporte emocional e fornecer orientações sobre cuidados auditivos e tratamentos disponíveis.
4. Integração com outros profissionais de saúde: O fonoaudiólogo que realiza a imitanciometria trabalha em colaboração com outros profissionais de saúde, como o otorrinolaringologista. A interpretação dos resultados e a troca de informações com esses profissionais são essenciais para um diagnóstico completo e um plano de tratamento eficaz.

É importante ressaltar que a imitanciometria é apenas uma das ferramentas disponíveis na avaliação audiológica. O fonoaudiólogo é responsável por uma abordagem abrangente, utilizando outros testes e avaliações para obter uma compreensão completa da função auditiva do paciente.